# Liste de personnalités liées à Salins-les-Bains
Cet article énumère les personnalités de notoriété nationale qui sont nées, ont vécu ou ont marqué l'histoire de la ville de Salins-les-Bains, comme Victor Considerant, Louis Pasteur, Jules Marcou et le général Cler. L'importance de la cité au Moyen Âge a également donné une longue lignée de seigneurs et de dames de Salins, parmi lesquels Jean de Chalon et Jeanne II de Bourgogne, reine de France.

## Personnalités historiques

### Seigneurs de Salins (Bourg-le-Sire)
De 943 à 1497, la ville de Salins est divisée en deux bourgs distincts : le Bourg-Dessus ou Bourg-le-Sire au sud, indépendant et géré par les sires ou seigneurs de Salins ; et le Bourg-Dessous ou Bourg-le-Comte au nord, intégré dans le comté de Mâcon, puis dans le comté de Bourgogne.
- Aubry Ier de Mâcon (885-943), premier seigneur de Salins de 942 à 943.
- Humbert Ier de Salins, deuxième seigneur de Salins de 943 à 957.
- Humbert II de Salins, troisième seigneur de Salins de 957 à 971.
- Gaucher Ier de Salins, quatrième seigneur de Salins.
- Gaucher II de Salins, cinquième seigneur de Salins.
- Humbert III de Salins, sixième seigneur de Salins.
- Gaucher III de Salins, septième seigneur de Salins.
- Humbert IV de Salins, huitième seigneur de Salins à partir de 1175.
- Géraud Ier de Mâcon, neuvième seigneur de Salins jusqu'en 1184.
- Gaucher IV de Mâcon, dixième seigneur de Salins de 1184 à 1219.
- Marguerite de Salins, dame de Salins de 1219 à 1221.
- Jocerand IV Gros de Brancion, onzième seigneur de Salins de 1221 à 1225.
- Hugues IV de Bourgogne, douzième seigneur de Salins de 1225 à 1237.
- Jean Ier de Chalon, treizième seigneur de Salins de 1237 à 1267.

Ce qui suit se fonde sur l'hypothèse du rattachement de Bourg-le-Sire à la maison de Chalon-Arlay, ce qui reste à confirmer par une source fiable.
- Jean Ier de Chalon-Arlay (1258-1315).
- Hugues Ier de Chalon-Arlay (1288-1322).
- Jean II de Chalon-Arlay (1312-1362).
- Hugues II de Chalon-Arlay (1334-1392).
- Jean III de Chalon-Arlay.
- Louis II de Chalon-Arlay (1390-1463).
- Guillaume VII de Chalon (1415-1475).
- Jean IV de Chalon-Arlay.

### Comtes de Mâcon puis de Bourgogne administrant Salins (Bourg-le-Comte)
- Liétald II de Mâcon (915-965).
- Aubry II de Mâcon (935-982).
- Otte-Guillaume de Bourgogne (vers 962-1026).
- Renaud Ier de Bourgogne (986-1057).
- Renaud III de Bourgogne(vers 1093-1148).
- Othon IV de Bourgogne (1236-1303), de 1268 à 1303.
- Jeanne II de Bourgogne (1293-1330), de 1303 à 1323.
- Philippe de Bourgogne (1323-1346) (1323-1346), de 1323 à 1346.
- Philippe Ier de Bourgogne (1345-1361), de 1346 à 1361.
- Marguerite Ire de Bourgogne (1309-1382), de 1361 à 1382.
- Louis II de Flandre (1330-1384), de 1382 à 1384.
- Philippe II de Bourgogne (1342-1404), de 1384 à 1404.
- Jean Ier de Bourgogne (1371-1419), de 1404 à 1419.
- Philippe III de Bourgogne (1396-1467).
- Charles le Téméraire (1433-1477).
- Philippe Ier de Castille (1478-1506).

## Écrivains et penseurs
- Jean Girardot de Nozeroy, sieur de Beauchemin[1] (v.1580-1651), historien né et décédé à Salins.
- Pierre-Joseph Thoulier d'Olivet (1682-1768), ecclésiastique et grammairien, académicien, né à Salins.
- Charles-Georges Fenouillot de Falbaire de Quingey, auteur dramatique né à Salins.
- Charles Magnin (1793-1862), écrivain et journaliste inhumé à Salins.
- Prosper Mérimée (1803-1870), inspecteur des monuments historiques, classa l'église Saint-Anatoile.
- Victor Considerant (1808-1893), philosophe et économiste, né à Salins.
- Max Buchon (1818-1869), poète et romancier, né à Salins.
- Bernard Clavel (1923-2010), écrivain, a écrit sur Salins.

## Artistes
- Antoine Lafréry (vers 1512-1577) né à Salins, peintre, graveur, éditeur d'art, mort à Rome.
- Hugues Cousin (le jeune) (1515-v1600), militaire et cartographe, mort à Salins
- Claude Nicolas Ledoux (1736-1806), architecte de la saline royale d'Arc-et-Senans, édifia aussi le portail du Gouvernement à Salins.
- Jean-Joseph Perraud (1819-1876), sculpteur jurassien à l'origine du Monument au général Cler, place des Alliés
- Gustave Courbet (1819-1877), peintre. Ami de Jules Marcou, il immortalisa notamment la Roche pourrie.
- Charles Galibert (1826-1858), compositeur, né à Salins. Il dirige notamment l'orchestre lors de l'inauguration des Thermes en 1858.
- Max Claudet (1840-1893), sculpteur actif à Salins.
- Simone Tiersonnier (1910-1999), peintre née à Salins.
- Jean-Pierre Kohut-Svelko (né en 1946), décorateur de cinéma ayant habité à Salins.
- Le Cirque Plume, dont plusieurs spectacles ont été créés à Salins.

## Scientifiques
- Louis Pasteur (1822-1895), scientifique issu d'une famille salinoise, fit des expériences au mont Poupet.
- Jules Marcou (1824-1898), géologue, né à Salins.

## Personnalités politiques et militaires
- Hugues Ier de Salins (XIe siècle), archevêque de Besançon.
- Guigone de Salins (1403-1470).
- Philippe Loyte d'Aresches (décédé en 1511) Commandant de la place de Salins (1492-1493) puis Grand maître de la Saunerie de Salins
- Hugues Cousin (1511-v1580), militaire, huissier à la Grande Saunerie de Salins
- Antoine Duprel d'Arloz (1609-1665), militaire et maire de Salins
- François-Paul de Lisola (1613-1674), qui quitta la France en 1638.
- Guillaume de Pontamougeard (1628-1689), militaire et diplomate comtois, maire et gouverneur de Salins
- Vauban (1633-1707), qui remania les défenses de Salins après la conquête française.
- Claude Joachim Ignace Clermont (1732-1794), homme politique, député du Jura de 1791 à 1792.
- Claude Antoine de Préval (1739-1808), général des armées de la République y est né.
- Pierre-Marie-Athanase Babey (1743-1815), y est mort, avocat, député aux états généraux de 1789.
- Charles d'Amondans de Tinseau (1748-1822), contre-révolutionnaire.
- Jean Nicolas Sénot (1761-1837), tambour-major du 1er régiment de grenadiers à pied de la Garde impériale de Napoléon, né à Salins.
- Étienne Anatole Gédéon Jarry (1764-1819), général des armées de la République et de l'Empire.
- Pierre Henri Lepin (1772-1839), général des armées de la République et de l'Empire y est né.
- Claude Antoine Hippolyte de Préval, général d'Empire né à Salins (1776).
- Jean Hugues Magnin-Philippon (1791-1856), homme politique né à Salins-les-Bains, député de la Côte-d'Or de 1848 à 1849.
- Jean-Marie de Grimaldi (1796-1872), entrepreneur et homme politique, qui modernise les salines durant le Second Empire[2]
- Claude Denis Auguste Valette (1805-1878), jurisconsulte et homme politique, professeur de droit de la faculté de Paris.
- Victor Richardet, homme politique, né le 5 novembre 1810 à Salins-les-Bains (Jura) et mort dans la même ville le 30 septembre 1879.
- Jean Joseph Gustave Cler (1814-1859), général, né à Salins.
- Sylvie-Agnès Bermann (née en 1953), diplomate française, élevée à la dignité d'ambassadrice de France, née à Salins-les-Bains.

## Personnalités religieuses
- Saint Anatoile, ermite chrétien du IIIe siècle, saint patron de la ville.
- Jacques de Molay, ([1240-1250]-1314), dernier grand maître du Temple, prieur à Salins[réf. nécessaire].
- François de Sales (1567-1622), ecclésiastique envoyé par le pape Paul V pour régler un litige sur la propriété des salines.
- Abbé Pochard (1766-1833), prêtre né à Salins, précepteur et mémorialiste.
- Paul Rémond (1873-1963), ecclésiastique, né à Salins, « Juste parmi les nations ».